# 산고정
산고정(일본어: 三郷町)은 일본 나라현 서부에 있는 이코마군의 정이다.

## 지리
시기산 동남쪽 기슭에 위치하고 야마토강을 남쪽 경계로 한다.

## 역사
고대 야마토국 헤구리군의 땅이며 풍신에 제사를 지내는 다쓰타 타이샤가 자리잡았다.
- 1889년 - 미사토촌이 성립하였다.
- 1966년 - 정으로 승격해 산고정이 되었다.

## 교통

### 철도
- 서일본 여객철도 간사이 본선
  - (← 가시와라시 가와치카타카미역) - 산고역 - (오지정 오지역 →)

- 긴키 닛폰 철도 이코마선
  - (← 오지정 오지역) - 시기산시타역 - 세야키타구치역 - (헤구리정 다쓰타가와역 →)

### 도로
- 국도 25호선
- 국도 168호선